# Vlag van Nevis
De vlag van Nevis is het officiële symbool van het eiland Nevis, een van de twee deelstaten van de federatie van Saint Kitts en Nevis. De vlag bestaat uit een geel doek met in het kanton de vlag van Saint Kitts en Nevis en in het uiteinde een blauw-groen-witte driehoek.
De federatievlag in het kanton verwijst naar het feit dat de deelstaat Nevis onder de federatie van Saint Kitts en Nevis valt. Het gele (gouden) veld staat voor de zonneschijn. De driehoek verwijst naar de vorm van het eiland, een uit zee oprijzende vulkaan (Nevis Peak). Het blauw is het symbool voor de oceaan, het groen voor de hellingen en het wit voor de wolken om Nevis Peak.
De vlag heeft een hoogte-breedteverhouding van 3:5. Het kanton dat door de nationale vlag gevormd wordt, neemt 3/7 van de breedte van de vlag in en heeft zelf een hoogte-breedteverhouding van 2:3.